# Ameiva parecis
Espèce
Synonymes
- Cnemidophorus parecis Colli, Costa, Garda, Kopp, Mesquita, Péres, Valdujo, Vieira & Wiederhecker, 2003

Ameiva parecis est une espèce de sauriens de la famille des Teiidae.

## Répartition
Cette espèce est endémique du Rondônia au Brésil.

## Publication originale
- Colli, Costa, Garda, Kopp, Mesquita, Péres, Valdujo, Vieira & Wiederhecker, 2003 : A critically endangered new species of Cnemidophorus (Squamata, Teiidae) from a Cerrado enclave in southwestern Amazonia, Brazil. Herpetologica, vol. 59, no 1, p. 76-88.